# Internationella kvinnodagen

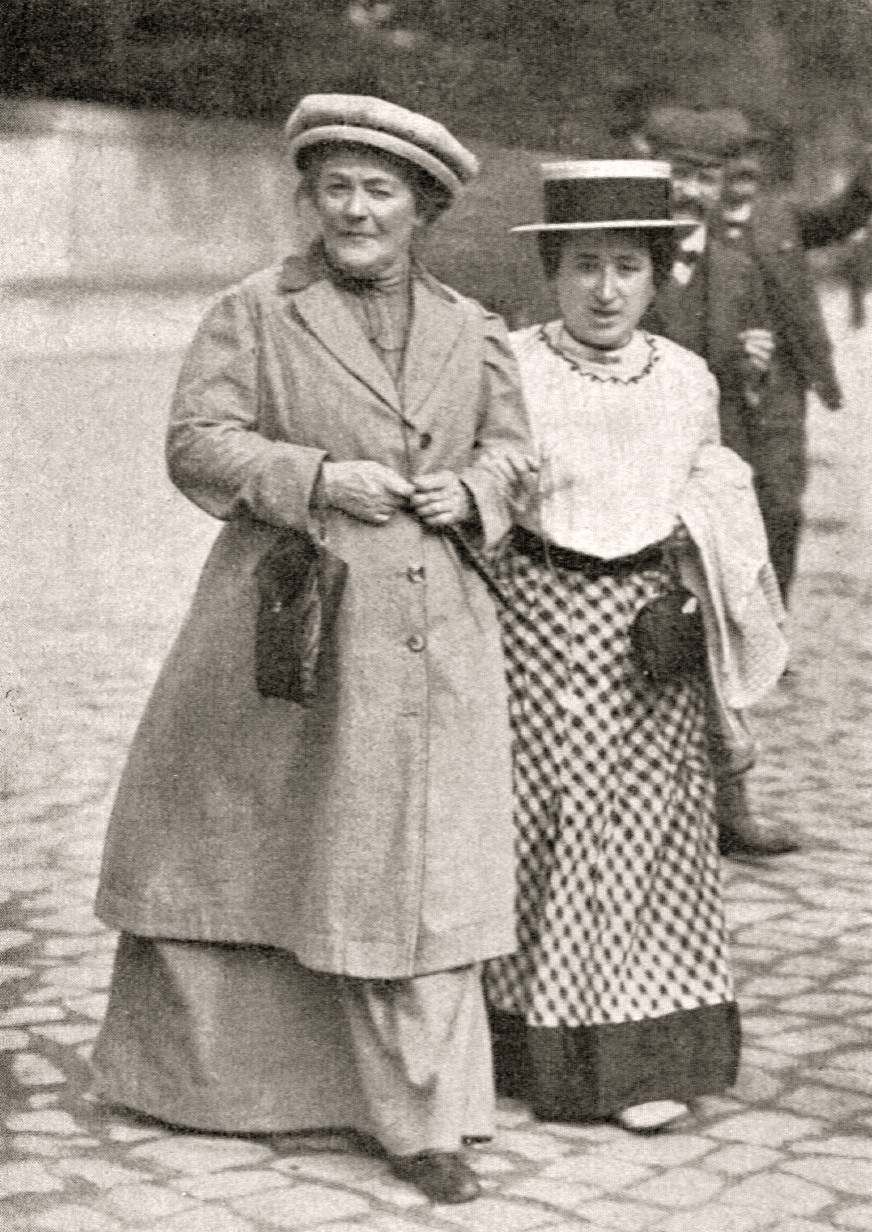
Initiativtagaren Clara Zetkin tillsammans med Rosa Luxemburg (1910).

Internationella kvinnodagen infaller 8 mars varje år och uppmärksammar ojämställdhet och kvinnors situation över hela världen.

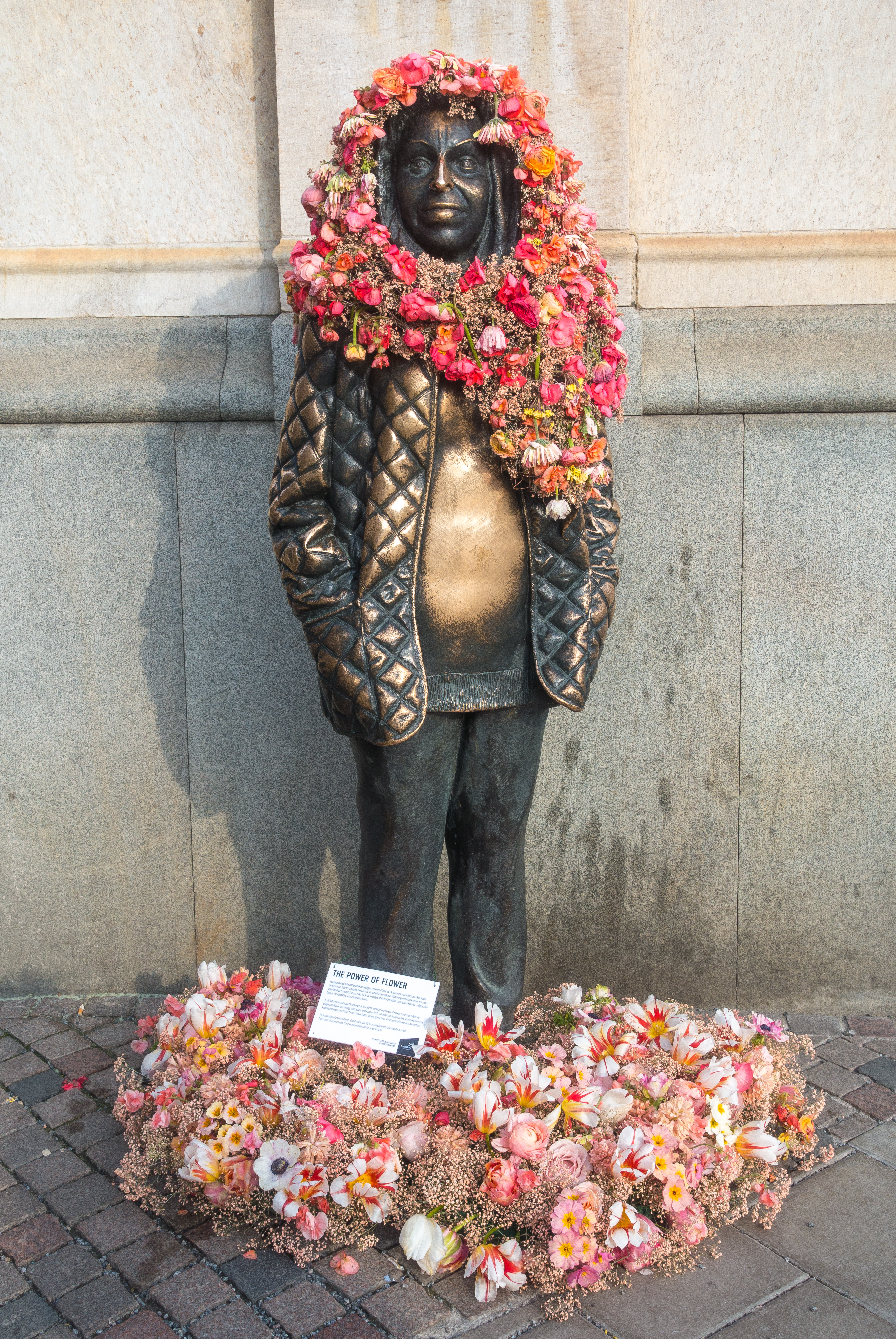
Margaretha Krooks staty utanför Dramaten i Stockholm. Smyckad med blommor inför Internationella kvinnodagen för att uppmärksamma att enbart ca 10% av Sveriges statyer föreställer namngivna kvinnor.

Den internationella kvinnodagen instiftades 1910 av den socialistiska världsorganisationen Andra internationalen på initiativ av den tyska kommunisten Clara Zetkin. Varje år i varje land skulle man på samma dag fira en kvinnodag under parollen: Rösträtt för kvinnor skall ena vår styrka i kampen för socialism. I Sverige firas dagen från och med 1912, från början på varierande datum under våren.
Vid Förenta nationernas första internationella kvinnokonferens i Mexiko 1975 togs initiativ till att införa en gemensam kvinnodag. FN:s generalförsamling beslutade sedan om detta i en resolution 1977. Sedan 1978 finns 8 mars med som internationell kvinnodag på FN:s lista över högtidsdagar. 
På flera håll har missuppfattning skett och män gratulerar kvinnan, i samma anda som mors dag eller alla hjärtans dag. Detta är dock felaktigt då syftet med internationella kvinnodagen är att fokusera på kampen för kvinnors lika rättigheter och på den ojämställdhet som råder i samhället.

## Historik
Tankar på en internationell kvinnodag uppkom i början av 1900-talet. 1909 utsåg Socialist Party of America den 28 februari till en nationell minnesdag, enligt källor för att hedra kvinnorna från textilarbetarstrejken i New York året innan – alternativt två år tidigare. Detta blev den första nationella kvinnodagen, och man fortsatte att fira kvinnodagen sista söndagen i februari fram till 1913.
År 1910 anordnade Andra internationalen den första internationella socialistiska kvinnokonferensen i Folkets hus (den byggnad som sedermera blivit känd som Ungdomshuset) i Köpenhamn. På detta möte föreslogs en internationell kvinnodag för att hedra kvinnorörelsen och för att främja kampen för kvinnors rösträtt – detta skedde på initiativ av den kända kommunisten Clara Zetkin. Clara Zetkin och Käte Duncker, som också deltagit på mötet, organiserade därefter den första internationella kvinnodagen, som hölls den 19 mars 1911 i fyra länder: Danmark, Schweiz, Tyskland och Österrike, vilket samlade över en miljon människor. Kvinnorna krävde bland annat rösträtt, rätt att kunna tillträda offentliga ämbeten och bättre arbetsrättigheter. Ett par dagar senare inträffade en brand i en fabrik (Triangle Shirtwaist Factory) i New York, då fler än 140 arbetande kvinnor omkom. Detta ledde så småningom till att arbetslagstiftningen i USA förändrades och att kvinnors rättigheter på arbetsplatser började diskuteras mer aktivt.
I Finland har internationella kvinnodagen uppmärksammats sedan 1914. Även om kvinnorna i Finland fick rösträtt redan 1906 upplevs dagen som meningsfull att beakta.

### Tsarryssland och Sovjetunionen
Ryska kvinnor firade sin första kvinnodag sista söndagen i februari 1913, som en del av den fredsrörelse som fanns mot det kommande kriget. Följande år hölls flera kvinnomöten 8 mars för att protestera mot vad som skulle komma att bli känt som första världskriget. År 1917, mot slutet av kriget, hade två miljoner ryska soldater dött och folket svalt. Sista söndagen i februari strejkade kvinnorna för ”bröd och fred” vilket kom att bli startskottet för februarirevolutionen 1917. Fyra dagar senare avsattes tsaren och en provisorisk regering tillsattes som kom att ge kvinnor rösträtt. Söndagen inträffade den 23 februari enligt den julianska kalendern, vilket är den 8 mars i den gregorianska kalendern.
På den andra internationella kommunistiska kvinnokonferensen i Moskva 1921 föreslogs, att den internationella kvinnodagen skulle inträffa den 8 mars till minne av händelserna vid februarirevolutionen i Ryssland.
I länder där nazistiska och fascistiska partier kom till makten under mellankrigs- eller krigsåren förbjöds vad som där kallades den röda dagen, men redan 8 mars 1945 samlades vänsterkvinnor från Europas motståndsrörelser till möte i London.
Efter oktoberrevolutionen övertalade Alexandra Kollontaj Lenin, att göra dagen till en allmän helgdag i hela Sovjetunionen. Detta instiftades delvis, men det dröjde till den 8 maj 1965 då Högsta sovjets presidium deklarerade internationella kvinnodagen som en helgdag.

### FN:s roll
I San Francisco genomdrevs 1945 ett internationellt avtal som fastslog jämställdhet mellan män och kvinnor som en grundläggande mänsklig rättighet. Vid FN:s första internationella kvinnokonferens i Mexiko 1975 togs initiativ till att införa en gemensam kvinnodag. År 1977 antog FN en resolution som rekommenderar ett allmänt firande av en internationell kvinnodag. Sedan 1978 finns 8 mars med som internationell kvinnodag på FN:s lista över högtidsdagar.

## Internationella kvinnodagen idag

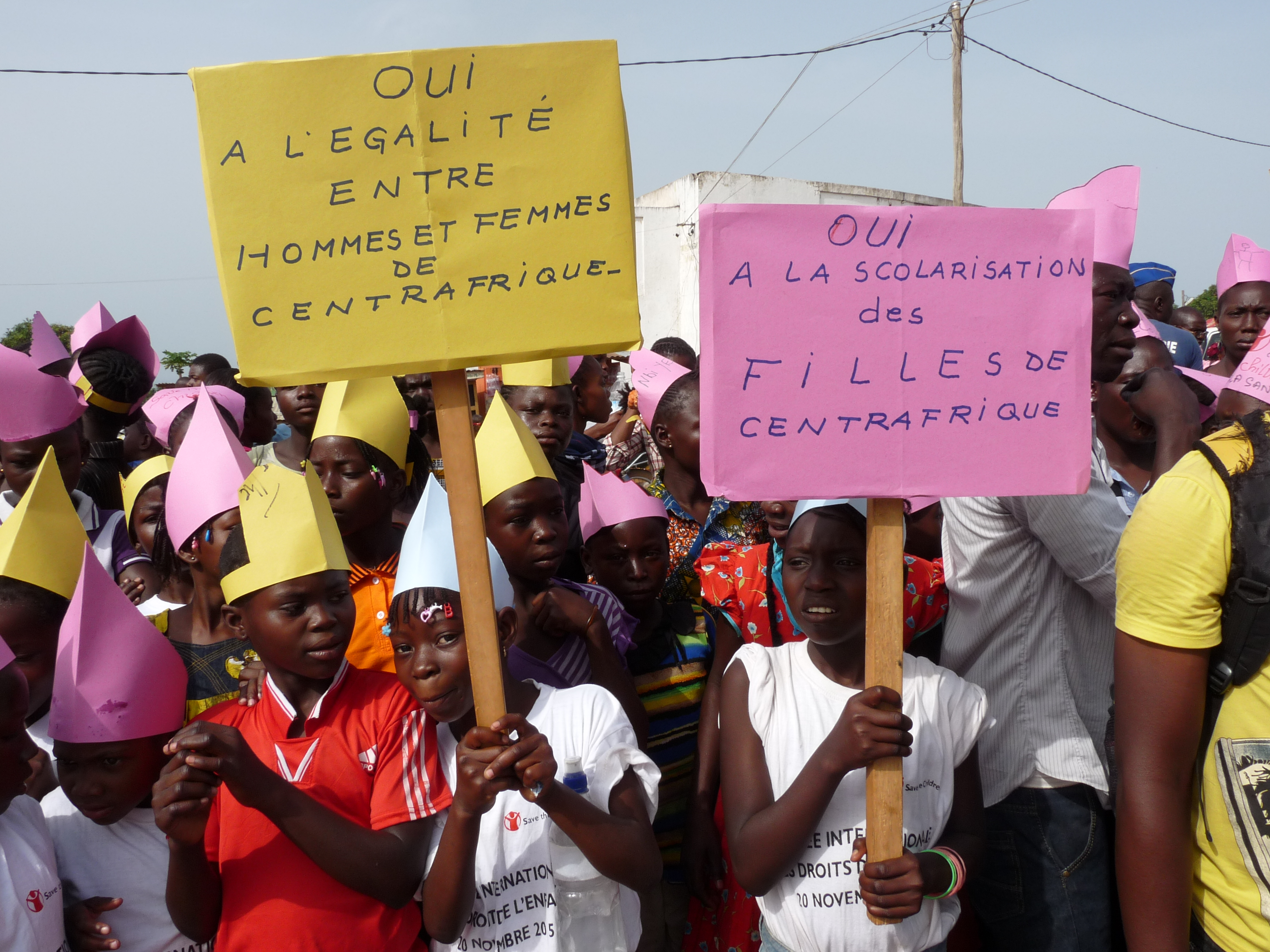
"Oui à l'égalité entre hommes et femmes de Centrafrique" ('Ja till jämställdhet mellan män och kvinnor i Centralafrika'). "Oui à la scolarisation des filles de Centrafrique" ('Ja till skolgång för flickor i Centralafrika'). Text på plakat vid demonstration i Bouar i Centralafrikanska republiken den 8 mars 2016.

Den 8 mars är idag en nationell helgdag i Angola, Armenien, Azerbajdzjan, Belarus, Burkina Faso, Cypern, Eritrea, Georgien, Guinea-Bissau, Kazakstan, Kambodja, Kirgizistan, Laos, Madagaskar, Moldavien, Mongoliet, Nepal, Nordmakedonien, Ryssland, Serbien, Tadzjikistan, Turkmenistan, Uganda, Ukraina, Uzbekistan, Vietnam och Zambia. I Kina får alla kvinnor en ledig eftermiddag från arbetet.
8 mars är också föremål för omfattande firande i Bulgarien, där man också firar den i samband med vårhögtiden martenitsa, som inleds den första mars.
År 2009 argumenterade den luxemburgska EU-kommissionären Viviane Reding att ”Så länge vi behöver fira kvinnodagen, betyder det att vi inte har lika rättigheter. Målet är jämställdhet, så att vi inte längre behöver en sådan här dag.”
Feministen Alice Schwarzer som är en av de främsta företrädarna för den tyska kvinnorörelsen debatterade 2010 för ett fullständigt avskaffande av dagen. Hon menade att man i stället ska arbeta för att 365 dagar om året ska vara för både kvinnor och män.